# 柏崎厚生病院
医療法人立川メディカルセンター 柏崎厚生病院（いりょうほうじん たちかわメディカルセンター かしわざきこうせいびょういん）は、新潟県柏崎市にある医療機関。立川メディカルセンターが運営する病院である。

## 診療科
- 精神科
- 内科
- 歯科

## 承認施設
精神科作業療法・精神科デイケア（大規模・小規模）
訪問リハビリテーション

## 併設・関連施設等
- 介護老人保健施設　米山爽風苑　入所定員150名　通所定員 60名
- 認知症高齢者グループホーム　米山五楽庵　定床18名
- よねやま訪問看護ステーション
- 柏崎市東地域包括支援センター
- 指定障害福祉サービス事業所　米山自在館
- 茨内地域生活支援センター

## 交通アクセス
- JR信越本線 茨目駅から徒歩約5分
- 越後交通「厚生病院入口」バス停から徒歩約5分
  - バス停発着路線は「柏崎市公共交通ガイドブック」および「越後交通 柏崎地区時刻表」を参照。